# GM Omega
Omega — платформа для автомобилей представительского класса, имеющих задний или полный привод. Разработана концерном General Motors для своего люксового подразделения Cadillac. Впервые была представлена на Детройтском автосалоне в январе 2015 года концепт-каром Buick Avenir и чуть позднее, в марте на Нью-Йоркском автосалоне, как грядущая модель Cadillac CT6.
Предполагалось, что Buick в дальнейшем выпустит новый флагман на основе своего концепт-кара, но глава подразделения Дункан Олдред впоследствии эти планы опроверг.

### Автомобили
Автомобили, построенные на платформе Omega:
- Buick Avenir (концепт-кар, 2015)
- Cadillac CT6 (2016 — н.в.)